# Abulfeda (cráter)

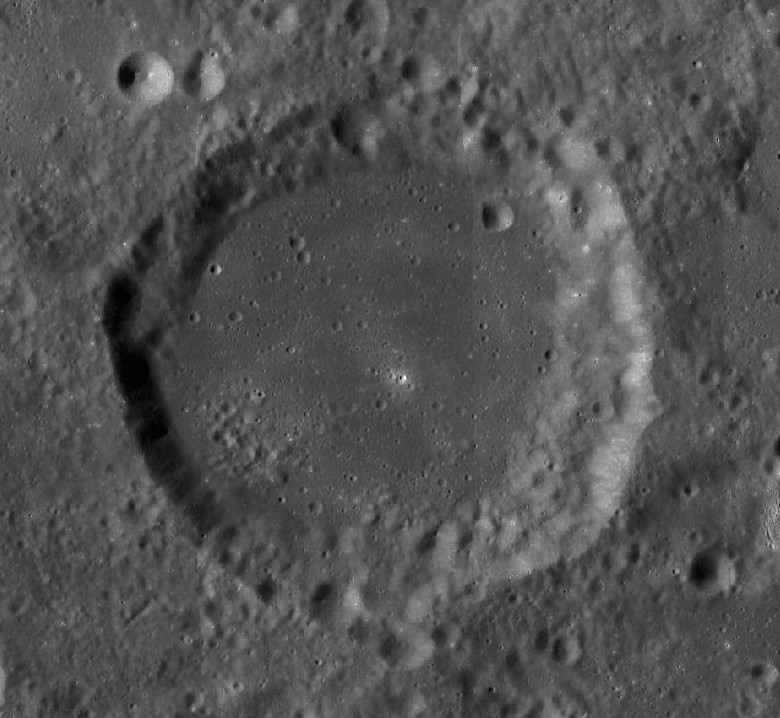
Fotografía de la misión Lunar Reconnaissance Orbiter

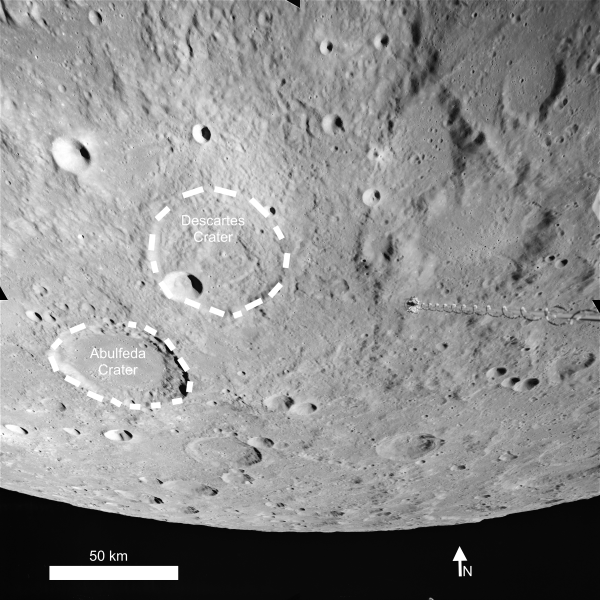
Cráteres Abulfeda y Descartes
Imagen NASA

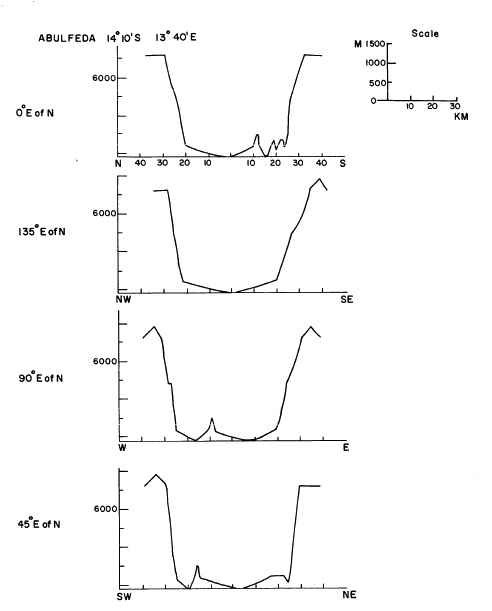
Perfiles transversales del cráter

Abulfeda es un cráter de impacto ubicado en las tierras altas centrales de la Luna. Al noreste se halla el cráter Descartes, y al sursureste aparece Almanon. Al norte se encuentra el cráter Dollond. Una cadena de cráteres llamada Catena Abulfeda se extiende entre el borde meridional de Abulfeda y el borde norte de Almanon, tras lo que continúa a lo largo de 210 kilómetros a través del Rupes Altai.
Tanto el lado sur como el noreste del borde del cráter están cubiertos por múltiples cráteres pequeños. La pared interior es notablemente más ancha en el este, y poco profunda y desgastada hacia el norte. El suelo del cráter ha sido reconstituido, ya sea por materiales eyectados procedentes del Mare Imbrium o por lava basáltica, por lo que es relativamente suave sin rasgos distintivos. El cráter carece de una elevación central en el punto medio, que puede haber quedado enterrada. Los lados internos parecen haberse alisado ligeramente, muy probablemente como resultado de impactos menores y temblores sísmicos provocados por otros impactos en las cercanías.
El cráter debe su nombre al historiador de origen sirio del siglo XIV Abu al-Fida.

## Cráteres satélite
Por convención estos elementos son identificados en los mapas lunares poniendo la letra en el lado del punto medio del cráter que está más cercano a Abulfeda.
| Abulfeda | Coordenadas                   | Diámetro |
| -------- | ----------------------------- | -------- |
| A        | 16°24′S 10°48′E / -16.4, 10.8 | 14 km    |
| B        | 14°30′S 16°24′E / -14.5, 16.4 | 15 km    |
| BA       | 14°36′S 16°48′E / -14.6, 16.8 | 13 km    |
| C        | 12°48′S 10°54′E / -12.8, 10.9 | 17 km    |
| D        | 13°12′S 9°30′E / -13.2, 9.5   | 20 km    |
| E        | 16°42′S 10°12′E / -16.7, 10.2 | 6 km     |
| F        | 16°12′S 13°00′E / -16.2, 13.0 | 13 km    |
| G        | 13°06′S 9°00′E / -13.1, 9.0   | 7 km     |
| H        | 13°48′S 9°36′E / -13.8, 9.6   | 5 km     |
| J        | 15°30′S 10°00′E / -15.5, 10.0 | 5 km     |
| K        | 14°54′S 10°36′E / -14.9, 10.6 | 10 km    |
| L        | 14°06′S 10°42′E / -14.1, 10.7 | 5 km     |
| M        | 16°12′S 12°06′E / -16.2, 12.1 | 10 km    |

| Abulfeda | Coordenadas                   | Diámetro |
| -------- | ----------------------------- | -------- |
| N        | 15°06′S 12°12′E / -15.1, 12.2 | 14 km    |
| O        | 15°24′S 11°12′E / -15.4, 11.2 | 7 km     |
| P        | 15°30′S 11°30′E / -15.5, 11.5 | 5 km     |
| Q        | 12°48′S 12°18′E / -12.8, 12.3 | 3 km     |
| R        | 12°48′S 13°00′E / -12.8, 13.0 | 7 km     |
| S        | 12°12′S 13°18′E / -12.2, 13.3 | 5 km     |
| T        | 14°48′S 13°48′E / -14.8, 13.8 | 7 km     |
| U        | 13°00′S 13°48′E / -13.0, 13.8 | 6 km     |
| W        | 12°30′S 13°54′E / -12.5, 13.9 | 5 km     |
| X        | 15°00′S 14°00′E / -15.0, 14.0 | 6 km     |
| Y        | 12°48′S 14°06′E / -12.8, 14.1 | 5 km     |
| Z        | 14°42′S 15°12′E / -14.7, 15.2 | 5 km     |